# Museu Lênin (Cracóvia)

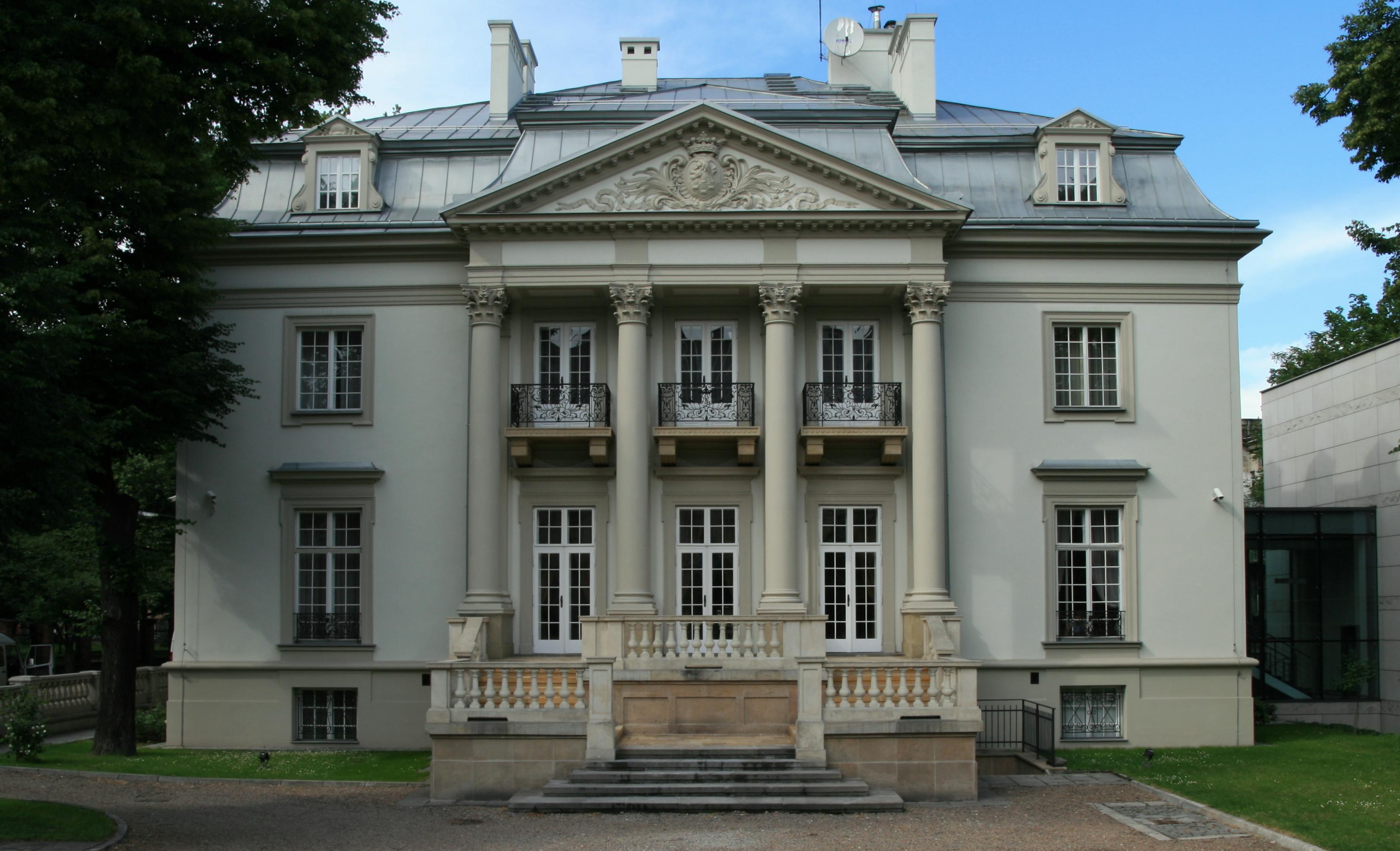
Palácio Mańkowskich (Cracóvia, Polônia)

O Museu Lênin de Cracóvia (em polonês:Muzeum Lenina w Krakowie) foi um museu existente em Cracóvia, Polônia . Foi fundado em 1954 e fechado em 1989.

## História
O museu foi fundado em homenagem à visita e estadia de Vladimir Lenin em Cracóvia, no dia 22 de junho de 1912.
O museu foi alojado no Palácio dos Mańkowski (em polonês: Pałac Mańkowskich), residência de Leon Mańkowski, indologista polonês.
Foram criados também dois espaços satélite, um na casa em que Lênin morava, hoje parte do Museu da Cracóvia, e outro na vila de Poronin, no sul da Polônia, onde o revolucionário passava o verão.
Após os eventos de 1989, as atividades do museu e espaços satélite foram encerrados e o Palácio passou a ser a sede do Tribunal Administrativo Provincial.